# 맥스웰 콜필드
맥스웰 콜필드(Maxwell Caulfield, 1959년 11월 23일 ~ )는 잉글랜드의 배우이다.

## 출연 작품
- 엠파이어 레코드